# Taiyuan
Taiyuan (cinese: 太原S, TàiyuánP, T'ai-yüanW, lett. "Grandi Pianure") è una città prefettura e capitale della provincia dello Shanxi in Cina. La città si trova ad un'altezza di circa 800 metri sul livello del mare. Nel 2006 l'agglomerato urbano possedeva una popolazione di oltre 3.400.000 di abitanti.

## Storia
Questa città è descritta da Marco Polo ne Il Milione:
(Marco Polo, Il Milione, cap. 108. Traduzione italiana di Maria Bellonci)
Taiyuan è conosciuta in Occidente, e in modo particolare in Italia, anche come la città simbolo dei Martiri di Cina. Durante la Ribellione dei Boxer del 1900 molte migliaia di cinesi cristiani, soprattutto cattolici furono uccisi. Nel 2000 papa Giovanni Paolo II ha canonizzato ben 119 martiri, la maggior parte di essi di origine italiana, e in modo particolare mons. Grassi, mons. Fogolla e don Facchini, tutti francescani minori della provincia ecclesiastica emiliana di Cristo Re con sede a Bologna.
Alla città è intitolato l'asteroide 2514 Taiyuan.

## Geografia antropica

### Suddivisioni amministrative
| Mappa           | Mappa                    | Mappa    | Mappa          | Mappa                    | Mappa            | Mappa          |
| --------------- | ------------------------ | -------- | -------------- | ------------------------ | ---------------- | -------------- |
|                 |                          |          |                |                          |                  |                |
| #               | Nome                     | Hanzi    | Hanyu Pinyin   | Popolazione (stima 2003) | Superficie (km²) | Densità (/km²) |
| Città           |                          |          |                |                          |                  |                |
| 1               | Distretto di Xinghualing | 杏花岭区 | Xìnghuālǐng Qū | 530.000                  | 170              | 3.118          |
| 3               | Distretto di Yingze      | 迎泽区   | Yíngzé Qū      | 490.000                  | 117              | 4.188          |
| Suburbane       |                          |          |                |                          |                  |                |
| 2               | Distretto di Xiaodian    | 小店区   | Xiǎodiàn Qū    | 470.000                  | 295              | 1.593          |
| 4               | Distretto di Jiancaoping | 尖草坪区 | Jiāncǎopíng Qū | 330.000                  | 286              | 1.154          |
| 5               | Distretto di Wanbailin   | 万柏林区 | Wànbǎilín Qū   | 500.000                  | 305              | 1.639          |
| 6               | Distretto di Jinyuan     | 晋源区   | Jìnyuán Qū     | 180.000                  | 287              | 627            |
| Città satellite |                          |          |                |                          |                  |                |
| 7               | Gujiao                   | 古交市   | Gǔjiāo Shì     | 210.000                  | 1.540            | 136            |
| Rurali          |                          |          |                |                          |                  |                |
| 8               | Contea di Qingxu         | 清徐县   | Qīngxú Xiàn    | 300.000                  | 607              | 494            |
| 9               | Contea di Yangqu         | 阳曲县   | Yángqǔ Xiàn    | 140.000                  | 2.062            | 88             |
| 10              | Contea di Loufan         | 娄烦县   | Lóufán Xiàn    | 120.000                  | 1.290            | 93             |